# Titracija
Titracija je postopek dodajanja ene snovi drugi po kapljicah, ponavadi s pipeto ali kapalko. Gre za kvantitativno volumetrično analizo z dodajanjem določenih količin testne raztopine v raztopino, ki vsebuje snov, ki se določa. Izvaja se tako, da se testni raztopini postopoma dodaja titrant v obliki titrimetrijske raztopine, dokler ves analit ne reagira z njim, kar se zazna z ustreznim barvnim indikatorjem ali merilnim instrumentom. Titrant ima znano koncentracijo in se doda v poznani prostornini in na tem temelji določitev analita.
Titraciji rečemo tudi volumetrija. Spada med pogosto uporabljene analitične metode zaradi hitrosti in enostavnosti analitičnega postopka.[14] Je analitična tehnika, s pomočjo katere določamo količino oz. koncentracijo določene snovi oz. analita, tako da raztopini vzorca dodajamo po kapljicah raztopino reagenta s točno znano koncentracijo, dokler ne dosežemo kemične ekvivalentnosti(enakosti) med reagenti ali končne točke titracije.[18] »Končna točka stanje pri titraciji, ko se z indikatorjem ali z instrumentom zazna ekvivalentna točka, katere vrednost se zaradi eksperimentalne napake ne ujema vedno s teoretično ekvivalentno točko.« [3]
Volumetrija temelji na merjenju volumna dodane standardne raztopine, ki se porabi za kvantitativno reakcijo z analitom v vzorcu.
Osnovana je na kemijskih reakcijah in ravnotežjih.  Temelji na popolni kemični reakciji med analitom in raztopino, katere koncentracija je znana (imenujemo standardna raztopina oz. titrant) v znani koncentraciji, ki je dodan vzorcu. Pravimo, da vzorec titriramo s standardno raztopino reagenta, zato te določitve imenujemo titracije. Standardno raztopino nalijemo v bireto. Potrebno je poznati stehiometrično razmerje oz. kemijsko reakcijo med standardno raztopino in analitom, da po končani titraciji lahko izračunamo koncentracijo analita.
Titracija je postopek, pri kateri se titrant dodaja, dokler ni viden konec titracije. Konec titracije opazimo s spremembo barve indikatorja, pravimo ekvivalentna točka titracije. To je točka pri kateri sta analit in reagent prisotna v enakih količinah.[14],[21] »Ekvivalentna točka stanje pri titraciji, ko je količina s titrimetrično raztopino dodanega reagenta ekvivalentna količini analita.« [4]
Izračuna se iz porabe titranta v znani koncentraciji. Zmnožek koncentracije titranta in porabe titranta vrne količino snovi, ki je reagirala z vzorcem. Izmerjene točke v samodejnem titratorju se ovrednotijo glede na določene matematične postopke, ki vodijo do ocenjene titracijske krivulje. Iz te krivulje se nato izračuna ekvivalentna točka.
Prednost titracij so: hitrost, klasična, dobro znana analitična tehnika, natančna in precizna tehnika, ne potreba za zelo specializirano znanje kemije, dobro razmerje med ceno in zmogljivostjo v primerjavi z bolj prefinjenimi tehnikami, uporabljajo jo lahko uporabniki z malo usposabljanja in malo veščinami, možnost visoke stopnje avtomatizacije.[13]
Standardna raztopina kisline ali baze, s katero določamo neznano koncentracijo baze ali kisline je tista raztopina, ki ima zelo natančno določeno koncentracijo.[19]
Množino dodanega reagenta izračunamo iz:
o   znane koncentracije standardne raztopine
o   volumna porabljene standardne raztopine reagenta, ob doseženi končni točki titracije.
Pri izračunu množine analita v vzorcu upoštevamo stehiometrično razmerje reakcije, reakcije med analitom v vzorcu in reagentom  v standardni raztopini. Razmerje omenjene reakcije razberemo iz urejene kemijske reakcije med reagentom standardne raztopine in analita v vzorcu. Konec titracije nastopi, ko celotna množina analita v vzorcu zreagira z dodano množino reagenta, ki ga dodamo s standardno raztopino. Konec reakcije zaznamo s spremembo barve raztopine (motnost, kosmičavost) ali z indikatorji.[14]
Standardna raztopina mora biti pripravljena z raztapljanjem natančno zatehtanih čistih substanc, imenovanih primarni standardi. Kadar čiste substance nimamo na razpolago, pripravimo raztopino s približno koncentracijo ter jo standardiziramo v postopku titracije z zatehtanim primarnim standardom, ki mora biti 100 % čist, stabilen pri temperaturi sušenja in neomejen čas na sobni temperaturi. Vedno ga je potrebno posušiti pred tehtanjem. Priporočljivo je, da ima visoko molsko maso, vedno mora biti dosegljiv. Izpopolnjevati mora vse zahteve za titracijo, če želimo primarni standard uporabiti pri titraciji.[14]
Pri izvedbi titracije potrebujemo: pipeto (da odmerimo natančno količino vzorca, kislino ali bazo), erlenmajerico (posoda, v katero odpipetiramo naš vzorec), bireto (za nevtraliziranje vzorca s standardno raztopino, kisline ali baze, raztopina, katere koncentracije nam je znana oz. jo natančno poznamo), indikator  (pokaže ekvivalentno točko, kjer se barva indikatorja tudi spremeni).[16]
Koncentracijo količino snovi v raztopini izračunamo tako, da količino snovi delimo s prostornino raztopine. c=n/V [14]
analit + reagent (titrant) = reakcijski produkti
Do popolnosti titracije se dodaja titrant. Konec titracijske reakcije mora biti zlahka opazen, da je primeren za določitev, reakcijo je namreč potrebno spremljati (indicirati) z ustreznimi tehnikami (npr. s potenciometrijo (merjenjem potencialov s senzorjem; pride do spremembe napetosti v vzorcu)   ali z barvnimi indikatorji(pride do spremembe barve raztopine vzorca). Meritev odmerjene količine titranta lahko izračunamo vsebnost analita na podlagi stehiometrije kemične reakcije. Reakcija, pri titraciji mora biti hitra, popolna, nedvoumna in opazna.
Kvalitativni napredek prikazujejo titracijske krivulje, ki nam omogoča hitro oceno metode titracije. Razlikujemo logaritmične in linearne titracijske krivulje, ki ima v osnovi  dve spremenljivki.
Titracijske krivulje se razlikujejo po 4 različnih oblikah, ki jih je potrebno analizirati z ustreznimi ocenjevalnimi algoritmi:
o   simetrična krivulja,
o   asimetrična krivulja,
o   minimum oz. maksimum krivulja,
o   segmentna krivulja.
Poznamo kislinsko bazično titracijo, ki je kvantitativna volumetrična analizna metoda.
Te reakcije so zelo hitre, pri čemer se kemijsko ravnovesje vzpostavi zelo hitro, zato so te v vodnih raztopinah idilične za titracije. Oblika titracijskih krivulj je odvisna samo od kislosti konstante (Ka), če uporabljene raztopine niso preveč razredčene.[13]

»Standardizacija pomeni standardizirati s predpisom za vso državo enotno določiti mero, kakovost.« [5] Je postopek s katerim določamo točno koncentracijo raztopine reagenta, izvedemo jih s pomočjo spojin , ki jih imenujemo primarni standardi. To storimo tako, izračunamo volumetrični faktor raztopine reagenta. S postopkom standardizacije dobimo standardno raztopino reagenta. Standardne raztopine najdemo v dveh vrstah, kot primarne in sekundarne standardne raztopine. Za natančne standardizacije uporabljamo primarne standardne rešitve, saj te raztopine vsebujejo visoko čistost.[20]
»Primarni standard , popolnoma čista kemikalija z neomejeno obstojnostjo, ki jo zlahka tehtamo in ki ni higroskopna, ne reagira z ogljikovim dioksidom, se ne oksidira in pri titraciji popolnoma opredeljeno reagira s snovjo, ki jo želimo analizirati.« [6]
Primarni standardi morajo zadoščati čistosti, stabilnosti oz. obstojni pri atmosferskih pogojih , zadostni molekulski masi(zaradi manjše napake pri tehtanju). Pomembno je tudi, da ne veže vode ter, da so dostopni in poceni.[17]
Da izvedemo titracijo mora biti reakcija med analitom in titrantom definirana in poznana ter hitra, saj večina ionskih reakcij poteka hitro. Stranske reakcije ne smejo potekati. Jasno zaznaven mora biti konec reakcije s pomočjo indikatorja, s spremembo barve standardne raztopine in merjenjem pH-vrednosti.[18] Ko v reakciji dodamo ekvivalentno (stehiometrično) količino titranta, je ekvivalentna točka oz. konec kemijske reakcije. Ko detektiramo konec titracije, se mora končna točka titracije ujemati z ekvivalentno točko titracije. Reakcija mora potekati kvantitativno.[14]

## 1.   VRSTE TITRACIJ
Poznamo več vrst titracij:
o   Nevtralizacijska titracija-izmenjava protonov med kislinami in bazami
o   Obarjalna titracija-nastanek težko topnih oborin (AgCl, Ag2CrO4)
o   Kompleksometrična titracija-nastanek koordinacijskih kompleksnih spojin
o   Oksidacijsko-Redukcijska titracija oz. Redoks titracija; izmenjava elektronov med oksidanti in reducenti[14],[17],[18]

## 1.1.           NEVTRALIZACIJSKA TITRACIJA
Organske  in anorganske, kisle ali bazične spojine lahko titriramo s standardno raztopino močne kisline oz.  močne baze. Določimo lahko množino kislega ali bazičnega analita v vzorcu. Z ustreznim indikatorjem ali z merjenjem spremembe pH vrednosti lahko zaznamo enostavno končno točko titracije. V brezvodnih raztopinah je kislost in bazičnost mnogih organskih spojin ojačana s titracijo. Tako je možno titrirat tudi šibkejše kisline in baze, saj tako lahko dobimo bolj jasno končno točko titracije. Raztopini vzorca dodajamo standardno raztopino baze ali kisline, dokler ne dosežemo kemične ekvivalentnosti med reagenti.[14],[18]
Ločimo 2 vrsti: 
o   acidimetrija (Kvantitativna volumetrična analizna metoda, pri kateri določamo množino bazičnih snovi v vzorcu. Analit je baza.)
o   alkalimetrija (Kvantitativna volumetrična analizna metoda, pri katerih določamo množino kislih snovi v vzorcu. Analit je kislina.)
Ph indikatorji so spojine, ki so v bazičnem drugače obarvane kot v kislem, zato jih uporabljamo v določanju bazičnosti oz. kislosti. So šibke organske baze in kisline. Interval indikatorja je območje pH v katerem se začne in konča vidna sprememba barve; prehod iz ene barve v drugo barvo. V ekvivalentni točki pri nevtralizacijski titraciji pride do spremembe pH in takrat začne indikator spreminjati barvo.
Pri teh titracijah se lahko zmotimo z napačno izbiro indikatorja (indikator v pH ekvivalentne točke ne spremeni barve) ter z nenatančnostjo očesa, saj nismo dovolj pazljivi in ne zaznamo točke, v kateri indikator začne spreminjati barvo. Največkrat uporabljamo indikator Fenolftalein (brezbarven v prisotnosti kislin in vijoličen v prisotnosti baz), lakmus in metiloranž.[15],[16]

## 1.2.           OBARJALNA TITRACIJA
Pri tej titraciji tvori titrant oborino oz. netopen produkt z analitom. »Oborina, amorfna ali kristalinična snov, ki se izloči iz raztopine zaradi znižane temperature ali povišanega tlaka ali pa kot končni produkt reakcije, ki poteka v topilu.« [7] Pri obarjalnih titracijah gre za obarjanje analita z reagentom v standardni raztopini. Najpomembnejši reagent obarjalne titracije je AgNO3 (srebrov nitrat). Take titracije imenujemo tudi argentometrija (latinsko:argentum; srebro). S pomočjo indikatorja ali z merjenjem potenciala raztopine lahko ugotovimo končno točko.[14],[18]

## 1.3.           KOMPLEKSOMETRIČNA TITRACIJA
Kot titrant, pogosto kelate (kompleksne spojine EDTA s kovinskimi ioni), uporabimo kompleksno spojino, ki z analitom tvori  v vodi topne komplekse. To titracijo uporabljamo za kvantitativno določanje kationov Ca, Mg, Zn, Al. Kot reagent za standardno raztopino za titracijo teh ionov uporabljamo različne organske spojine. V reakciji s kationi tvorijo te organske spojine zelo stabilne spojine, koordinacijske oz. kompleksne spojine. Najpogosteje za reagent uporabljamo etilen-diamin-tetraocetna kislina-EDTA. Kovinski ioni(kationi)reagirajo vedno z EDTA v množinskem razmerju 1:1, ne glede na velikost naboja. Pri titracijah z EDTA uporabljamo posebne indikatorje, ki se s kationi intenzivno obarvajo, to sta indikatorja eriokrom črno T, s katerim lahko neposredno določamo Mg, ki se obarva rdeče in mureksid, pri katerem se raztopina kalcijevih ionov v alkalnem mediju (NH4OH) obarva rožnato rdeče.[14],[18]

## 1.4.           OKSIDACIJSKO-REDUKCIJSKA TITRACIJA (REDOKS  TITRACIJA)
»Oksidacijsko-redukcijske titracije (redoks titracije), prostorninske analize , pri katerih potekajo redoks reakcije. Glede na raztopine, s katerimi titriramo, jih ločimo na manganometrijo, jodometrijo, bromatometrijo, bromometrijo, cerimetrijo in titanometrijo. Za vse te titracije je značilno, da se oksidant, ki ga dodajamo reducira.« [8]
»Oksidacija v ožjem pomenu spajanje elementov s kisikom, na primer: 2Mg + O2       2MgO
                                                                                                                           4NH3 + 3O2         2N2 + 6H2O        
V širšem smislu je kemijski proces, pri katerem pride zaradi učinka oksidanta do oddajanja elektronov in posledično do zvišanja oksidacijskega števila (oksidant se pri tem reducira). Primer:
2Fe2+ +Cl2          2Fe3+ +  2Cl-
2SO2 + O2            2SO3 « [7]
»Redukcija kemijska reakcija, pri kateri snov sprejme enega ali več elektronov.« [10]
»Reducent snov, ki odda enega ali več elektronov v redoks reakciji, pri čemer se sama oksidira.« [11]
»Oksidant snov, ki sprejme enega ali več elektronov v redoks reakciji, pri čemer se sama reducira.« [12]
Pri teh reakcijah med snovjo, katero določamo v vzorcu in reagentom, ki ga dodajamo s standardno raztopino poteka redoks titracija.
Titrant je oksidant, kadar titriramo vzorec reducenta in reducent, kadar titriramo vzorec oksidanta.
Velika razlika med potencialom oksidanta in reducenta je pogoj za jasno detektirano končno točko titracije, to pomeni, da ima reducent veliko afiniteto po oddajanju elektronov, oksidant pa veliko afiniteto po sprejemanju elektronov. Z uporabo indikatorja ali elektrometrično detektiramo končno točko.[14]
Pri redoks reakcijah je število oddanih elektronov enako številu sprejetih elektronov, saj če neka snov odda elektron jih mora druga snov sprejeti.[17]
Analitu dodajamo standardno raztopino oksidanta ali reducenta, ki analit kvantitativno oksidira ali reducira.
Pri redoks titracijah uporabljamo standardne raztopine oksidantov (I2, KBrO3, KMnO4) in standardne raztopine reducentov(Na2S2O3).
Pri redoks titracijah določamo ekvivalentno točko na 2 načina:
o   z redoks indikatorji (Spojine, k med titracijo oksidirajo ali reducirajo in pri tem spremenijo barvo).
o   Potenciometrično (Merimo električno napetost med elektronoma v raztopini vzorca. V ekvivalentni točki se napetost spremeni.)[18]